# Lista de formatos da Copa Billie Jean King
Segue a lista com o histórico de formatos da Copa Billie Jean King/Fed Cup/Federation Cup.

## Presente–2020
A partir de 2020, o torneio se aproximou mais do formato da Copa Davis, principalmente nas primeiras e últimas divisões.
O caminho para o título, chamado de Finais, começa no Qualificatório, uma fase preliminar, que define parte das participantes do evento principal. Este acontece meses depois, em local único e curto período, com fase de grupos e eliminatória. Conta com as classificadas de início de temporada, as melhores da edição passada e, geralmente, convidada(s) e equipe da casa.
Abaixo, estão os play-offs e, na base, as zonas regionais.
| 12 equipes | 7 dias | Sede única | Fase de grupos e eliminatórias | Até 3 jogos por confronto |

| 16 equipes | 2 dias | 8 confrontos mandantes x visitantes | Até 5 jogos por confronto |

| 16 equipes | 2 dias | 8 confrontos mandantes x visitantes | Até 5 jogos por confronto |

| Grupo I \| Nº de equipes variável \| Até 5 dias \| Sedes \| Fase de grupos e eliminatórias \| Datas variam conforme continente \| Até 3 jogos por confronto \| |              |               |                                |                                  |                           |
| Américas | Ásia/Oceania | Europa/África |                                |                                  |                           |
| Nº de equipes variável | Até 5 dias   | Sedes         | Fase de grupos e eliminatórias | Datas variam conforme continente | Até 3 jogos por confronto |

| Grupo II \| Nº de equipes variável \| Até 5 dias \| Sedes \| Fase de grupos e/ou eliminatórias \| Datas variam conforme continente \| Até 3 jogos por confronto \| |              |               |                                   |                                  |                           |
| Américas | Ásia/Oceania | Europa/África |                                   |                                  |                           |
| Nº de equipes variável | Até 5 dias   | Sedes         | Fase de grupos e/ou eliminatórias | Datas variam conforme continente | Até 3 jogos por confronto |

| Grupo III \| Nº de equipes variável \| Até 5 dias \| Sedes \| Fase de grupos e/ou eliminatórias \| Datas variam conforme continente \| Até 3 jogos por confronto \| |            |       |                                   |                                  |                           |
| Europa/África |            |       |                                   |                                  |                           |
| Nº de equipes variável | Até 5 dias | Sedes | Fase de grupos e/ou eliminatórias | Datas variam conforme continente | Até 3 jogos por confronto |

## 2019–2005
O evento principal acontece em três fases eliminatórias. Os derrotados nas quartas de final compõem parte dos play-offs do Grupo Mundial, que são uma repescagem. Juntam-se aos vencedores do Grupo Mundial II. Os vencedores retornam à elite do torneio e têm a chance de disputar o título no ano seguinte.
Enquanto isso, os perdedores do Grupo Mundial II juntam-se aos vencedores do Zonal I para disputar a permanência na segunda divisão.
Os zonais são eventos regionais, divididos por conjuntos de continentes, que compõem a base do torneio. Possuem três divisões. As equipes de cada uma se reúnem em sedes pré-definidas para definir quem é promovido, rebaixado ou continua estacionado na próxima edição.
| 8 equipes | 3 dias por data | Confrontos mandantes x visitantes | Eliminatórias | Até 5 jogos por confronto |

| 8 equipes | 3 dias | 4 confrontos mandantes x visitantes | Até 5 jogos por confronto |

| 8 equipes | 3 dias | 4 confrontos mandantes x visitantes | Até 5 jogos por confronto |

| 8 equipes | 3 dias | 4 confrontos mandantes x visitantes | Até 5 jogos por confronto |

| Zonal I \| Nº de equipes variável \| 4 a 6 dias \| Sedes \| Fase de grupos e eliminatórias \| Datas variam conforme continente \| Até 3 jogos por confronto \| |              |               |                                |                                  |                           |
| Américas | Ásia/Oceania | Europa/África |                                |                                  |                           |
| Nº de equipes variável | 4 a 6 dias   | Sedes         | Fase de grupos e eliminatórias | Datas variam conforme continente | Até 3 jogos por confronto |

| Zonal II \| Nº de equipes variável \| 3 a 7 dias \| Sedes \| Fase de grupos e/ou eliminatórias \| Datas variam conforme continente \| Até 3 jogos por confronto \| |              |               |                                   |                                  |                           |
| Américas | Ásia/Oceania | Europa/África |                                   |                                  |                           |
| Nº de equipes variável | 3 a 7 dias   | Sedes         | Fase de grupos e/ou eliminatórias | Datas variam conforme continente | Até 3 jogos por confronto |

| Zonal III \| Nº de equipes variável \| 3 a 6 dias \| Sedes \| Fase de grupos e/ou eliminatórias \| Datas variam conforme continente \| Até 3 jogos por confronto \| |            |       |                                   |                                  |                           |
| Europa/África |            |       |                                   |                                  |                           |
| Nº de equipes variável | 3 a 6 dias | Sedes | Fase de grupos e/ou eliminatórias | Datas variam conforme continente | Até 3 jogos por confronto |